# Ittihad El Shorta
Ittihad El-Shorta (ar. تحاد الشرطة) – egipski klub piłkarski, grający w drugiej lidze, mający siedzibę  w mieście Kair.

## Stadion
Domowe mecze klub rozgrywa na stadionie o nazwie El-Shorta w Kairze który może pomieścić 5000 widzów.

## Reprezentanci kraju grający w klubie
Stan na wrzesień 2016.
| - Mohamed Abou Greisha - Salah Ashour - Ahmed Duiedar - Ahmed Hassan Farag - Ahmed Kamal - Khaled Kamar - Hassan Mostafa - Mohamed Nagib | - Mohamed Shaaban - Hamada Tolba - Abdoulaye Cissé - Ali Rabo - Maarouf Yussuf - Samuel Kyere - Issiaka Eliassou - Aristide Zogbo |